# Udo Lindenberg
Udo Lindenberg (født 17. maj 1946 i Gronau, Westfalen) er en tysk rockmusiker, forfatter og kunstmaler.

## Ungdom
Allerede i barndommen viste der sig en udpræget rytmesans i Lindenberg, der benyttede enhver lejlighed til at tromme, selv om hans første slagtøj var lavet af olietønder. Senere fik han et rigtigt trommesæt, og i 1962 påbegyndte han sine lærdoms- og rejseår, på samme måde som en traditionel håndværker. Dette bragte ham over Nordtyskland til Frankrig, Tripoli og Münster på musikakademiet. I 1968 tog han til Hamburg, hvor han fravalgte en sømandskarriere til fordel for at blive medlem af en folkemusikgruppe. Året efter blev Udo Lindenberg trommeslager i City Preachers, Tysklands første folk-rock-gruppe.

## Kunstneren
I 1969 dannede Lindenberg sin første gruppe, Free Orbit, og blev efterspurgt som studie- og gæstemusiker. Takket være sine evner som trommeslager, kunne Lindenberg i München i 1970 indlede et samarbejde med jazz-saxofonisten Klaus Doldinger. Fra dette tidspunkt stammer optagelsen af titelmelodien til tv-krimiserien Tatort, hvor Udo Lindenberg spillede på trommer. Jazzrock-gruppens første album, Emergency, udkom i 1971 uden kommerciel succes. Det følgende år udkom det første album på tysk, Daumen im Wind, som blev solgt i 7000 eksemplarer. I Nordtyskland solgte singlen "Hoch im Norden" godt. Den blev også solgt i Danmark, 2000 eksemplarer, men det var først efter Lindeberg havde været i Danmark for at optræde.
Det kommercielle gennembrud kom i 1973 med albummet Andrea Doria, der blev solgt i flere end 100.000 eksemplarer. Lindenberg tog på turné for første gang med sit Panikorchester. Flere albummer og turnéer fulgte. Hans første bog, Albert Alptraum bis Votan Wahnwitz, udkom i 1975.
Albummet Ball Pompös bestod af egne kompositioner. Med finurlige ordspil i sine sangtekster lykkedes det Lindenberg at ramme samfundets tidsånd. Et eksempel er sangen "Leider nur ein Vakuum" (»Desværre kun et vakuum«), der kom med satriske betragtninger om bestemte dele af ungdomskulturens væremåde. Også på det følgende album, Votan Wahnwitz, skiftede teksterne mellem alvor og morsomheder. Albummet blev rost for sine opfindsomme musikalske strukturer. Eksempler er sangene "Der Malocher" og "Elli Pirelli".
I 1976 udtrykte Lindenberg i sangen "Rock 'n' Roll Arena in Jena"' (fra albummet Sister King Kong) for første gang sit krav om en "Panik-turné" i DDR.
Der Detektiv udkom i 1979. Albummet indeholdt mange tysksprogede coverversioner af internationale hits som "Candle in the Wind" af Elton John, "Born to Be Wild" af Steppenwolf, "My Little Town" og "As Time Goes By" fra filmen Casablanca.
Lindenbergs debut som skuespiller var i filmen Panische Zeiten fra 1980. Hans album af samme navn udkom samme år. I 1981 udkom en bog mere, Rock und Rebellion – ein panisches Panorama. Hans anden film, Super, instrueret af Adolf Winkelmann, havde premiere i 1983.
Sangen "Sonderzug nach Pankow" fra albummet Odyssee, der udkom i 1983 og var en version af Harry Warrens "Chattanooga Choo Choo", blev en kommerciel succes og medførte en diskussion mellem Lindenbergs og DDR's regering, da Lindenberg i sangen igen udtrykte ønske om at optræde i DDR. I oktober samme år optråde Lindenberg i Palast der Republik i Østberlin. Lindenberg fejrede sit tiårs scenejubilæum, men fik dog ikke lov til at fortsætte sin turné gennem DDR i 1984. I 1985 optrådte han i Moskva.
Gabi Blitz, Lindenbergs samlever og gruppemedlem af hans Panikorchester, døde af en narkotikaoverdosis i 1986. Lindenberg tilegnede hende balladen "Horizont".
I 1987 forærede Lindenberg i Wuppertal DDR's leder Erich Honecker en læderjakke og modtog til gengæld en skalmeje. Dog måtte han vente til Berlinmurens fald, før han kunne tage på sin første turné i Østtyskland. Ved en koncert i 1988 foran Rigsdagsbygningen i Vestberlin optrådte Lindenberg med talrige musikere, blandt andre Michael Jackson, Pink Floyd og Nina Hagen.
Lindenberg og medlemmerne af hans Panikorchester gik en overgang hver til sit, og mens de øvrige medlemmer samarbejdede med andre tyske musikere, som for eksempel Peter Maffay, trådte Kieran og Lukas Hilbert ind i gruppen. Brødrene Hilbert var sammen med trommeslageren Jean Autret i tre år Lindenbergs musikalske ledsagere. For albummet Ich will dich haben (1991) modtog Lindenberg endnu en guldplade. Lukas Hilbert blev en overgang Lindenbergs musikalske "leder", og hans far, Erwin Hilbert, blev en nær ven og sekretær. I 1989 udgav Udo Lindenberg sin autobiografi, El Panico.
Lindenbergs første maleriudstilling fandt sted i 1996, og flere fulgte. I december 2003 udstillede han – organiseret af Erwin Hilbert – sin billedcyklus "DIE 10 GEBOTE" (de ti bud) i St. Jacobi-kirken i Hamburg. I november 2005 åbnede en udstilling i Werl, og i februar 2006 i Dresden. Ved ferniseringen af Walentowskis galleri "Lindenberg & more" i den nye indkøbsgade Europa Passage i Hamburg var den første udstiller Udo Lindenberg. Der udkom desuden bøger med afbildninger af Lindenbergs værker. Arbejder af Lindenberg befinder sig i Tysklands Kanzleramt og i Haus der Geschichte. Hans "Likörelle"-malerier, indfarvet med alkoholiske drikke, er patenterede.
Ved sit trediveårs scenejubilæum i 2003 gik Udo Lindenberg på en turné med mottoet "Aufmarsch der Giganten" (giganternes opmarch), der indbefattede to koncerter i Folkerepublikken Kina.
I anledning af udgivelsen af Lindenbergs film Panische Zeiten på dvd, offentliggjorde han stiftelsen af et "Panikparti".

## Lindenbergs tekster
Lindenbergs tekster dækker et bredt spektrum. De spænder fra samfundsmæssige til private og mellemmenneskelige temaer. Han anvender et sprog der er rigt på metaforer og fortæller historier med træffende ordvalg. Forfatteren Benjamin von Stuckrad-Barre har betegnet Lindenberg som den største tyske efterkrigslyriker. Han var idémand til albummet Poesiealbum fra 2004, hvor prominente personer som Bryan Adams og Elke Heidenreich oplæser Lindenberg-tekster.
Siden slutningen af 1960'erne har Lindenberg taget fat i tidens politiske emner. Mange af hans sange, som "Wozu sind Kriege da" (hvorfor har vi krig), udtrykker hans pacifistiske verdenssyn. I begyndelsen af 1980'erne var han imod stationering af Pershing II-mellemdistanceraketter i Vesttyskland samt SS-20-raketter i DDR, og udtalte sig derom ved koncerten Rock für den Frieden (rock for fred) i DDR og ved fredsdemonstrationer i Vesttyskland. I stykket Grande Finale kritiserede han i sangen "Kleiner Junge" miljøødelæggelse, sociale misforhold og erhvervsmæssige skævheder mellem nord og syd.
Med sangen "Lady Whisky" beskrev han musikalsk sine egne alkoholproblemer. I "Mit dem Sakko nach Monaco" antydede han sit alkoholproblem ("Ich fiel direkt vom Himmel auf ein Doppelkornfeld", som metafor for sin fødsel) og han beskrev stoffer som et problem ("Riskante Spiele").
Kærlighed og forhold er et andet tema, der får megen plads i hans tekster, som i "Sie liebten sich gigantisch" eller "Cello".

## Panikorchester
Panikorchester er Udo Lindenbergs gruppe og dermed den "hårde kerne" blandt mange andre kunstnere, der indimellem deltager i hans koncerter og produktioner. Gruppens stiftelsesdag angives som 13. august 1973, hvor gruppen gav sin første koncert i Emsdetten. Siden har gruppen haft mange udskiftninger blandt medlemmerne.

## Diskografi over albummer
- 1971 Lindenberg (på engelsk)
- 1972 Daumen im Wind
- 1973 Andrea Doria (med Panikorchester)
- 1974 Ball Pompös
- 1975 Votan Wahnwitz
- 1975 No Panic (på engelsk)
- 1976 Galaxo Gang, Waldemar Wunderbar
- 1976 Sister King Kong
- 1977 Panische Nächte
- 1978 Dröhnland Symphonie und Geen Paniek (på hollandsk)
- 1978 Lindenbergs Rock Revue
- 1979 Der Detektiv
- 1979 Livehaftig
- 1980 Panische Zeiten
- 1981 Udopia
- 1982 Intensivstationen (live)
- 1982 Keule
- 1983 Odyssee
- 1983 Lindstärke 10
- 1984 Götterhämmerung
- 1985 Sündenknall
- 1985 Radio Eriwahn
- 1986 Phönix
- 1987 Feuerland
- 1987 Gänsehaut
- 1987 I Don't Know Who I Should Belong To
- 1988 Harmonie
- 1988 Lieder statt Briefe (tysk-russisk med Alla Pugatjova)
- 1988 Casa Nova (med Zeus B Held)
- 1988 Hermine (Lindenberg synger sange af Hollaender/Kästner/Eisler-Brecht m.fl.)
- 1988 Horizont
- 1989 BRD
- 1990 Live in Leipzig
- 1991 Ich will dich haben
- 1991 Unter die Haut
- 1991 Gustav
- 1992 Panik Panther
- 1993 Benjamin
- 1994 Hut Ab (sunget af forskellige sangere og venner af Lindenberg)
- 1995 Kosmos
- 1996 Und ewig rauscht die Linde
- 1996 Berlin
- 1997 Live 1996
- 1997 Belcanto (med Deutsches Filmorchester Babelsberg, dirigeret af Frank Strobel)
- 1998 Zeitmaschine (med "Freundeskreis" – vennekreds)
- 1998 Raritäten... & Spezialitäten
- 1999 30 Jahre Lindenberg
- 2000 Der Exzessor
- 2000 Das Vermächtnis
- 2000 Das Beste mit und ohne Hut (opsamling)
- 2001 Ich schwöre: das volle Programm (live med Deutschen Filmorchester Babelsberg, dirigeret af Scott Lawton)
- 2002 Atlantic Affairs
- 2003 Panikpräsident
- 2003 Das Beste die 2.
- 2004 Kompletto – Alle Hits
- 2008 Stark wie Zwei